# Епархия Бамбари
Епархия Бамбари (лат. Dioecesis Bambaritana) — епархия Римско-Католической церкви c центром в городе Бамбари, Центральноафриканская Республика. Юрисдикция епархии Бамбари распространяется на префектуры Верхнее Котто, Уака и Вакага. Епархия Бамбари входит в митрополию Банги. Кафедральным собором епархии Бамбари является церковь Непорочного Сердца Пресвятой Девы Марии.

## История
18 декабря 1965 года Римский папа Павел VI издал буллу In vitae naturalis, которой учредил епархию Бамбари, выделив её из архиепархии Банги.

## Ординарии епархии
- епископ Michel Marie Joseph Maître C.S.Sp.[1] (19.06.1981 — 29.02.1996);
- епископ Jean-Claude Rembanga (29.02.1996 — 6.11.2004);
- епископ Edouard Mathos (6.11.2004 — по настоящее время).